# Малајски мореуз
Малајски мореуз (малај; инд. Selat Melaka/Malaka), познат и као Малајски пролаз, представља мореуз у Југоисточној Азији који спаја Андаманско море Индијског океана на западу са Јужнокинеским морем Тихог океана на истоку. Овај 805 км дуги мореуз који раздваја Малајско полуострво од острва Суматре једна је од најважнији и најфрекфентнијих поморских саобраћајница на свету.
Мореуз је добио име по Малајском султанату, држави која је егзистирала на том простору у периоду између 1400. и 1511. године. Контролу мореуза данас врше Индонезија, Малезија, Сингапур и Тајланд.

## Географија
Малајски мореуз или Малајски пролаз раздваја јужну обалу Малајског полуострва на северу од северозападне и северне обале острва Суматра (Индонезија) на југу. Према Међународној хидрографској организацији (ИХО) Малајски пролаз се на западу простире до линије која повезује најсевернију тачке острва Суматра (5° 40′ N 95° 26′ E / 5.667° С; 95.433° И) и најјужнији екстрем острва Пукет (Тајланд, 7° 45′ N 98° 18′ E / 7.750° С; 98.300° И). На истоку граница иде линијом од рта Танџунг Пијаи који представља најјужнију тачку не само Малајског полуострва него и целог копненог дела Азије (на 1° 16′ N 103° 31′ E / 1.267° С; 103.517° И), до острва Пулау Рангсанг. На улазу у мореуз са пацифичке стране (Јужнокинеско море) налази се Сингапур. Други велики град који гравитира ка мореузу је Куала Лумпур, главни и највећи град Малезије чији центар се налази на око 30 км северније од самог залива.
Мореуз има облик левка који се сужава у правцу југа, дужине око 805 км. Ширина варира од нешто преко 400 км у северозападном делу до свега 40 км у јужном делу. Најужи део је у зони канала Филипс крај јужне обале Сингапура, и мореуз је ту широк свега 2,5 км. Максимална дубина је до 113 метара. У мореузу се налази неколико мањих острва, углавном уз обале Суматре и на источном улазу.

## Историја
Захваљујући важном стратешком положају између два океана, Малајски мореуз је од најранијих времена био важна тачка на поморским трговачким рутама јер ко је контролисао мореуз контролисао је и трговину у том делу света. Трговачки бродови из Арабије, Африке, Персије, а касније и из Европе пролазили су овуда на свом путу ка Кини. Најважнија лука током средњег века био је град Кедах (данас у северозападној Малезији). Трговало се зачинима, слоновачом, сандаловином, стаклом, памуком, драгим камењем и мирисима. Трговачки бродови су обично пловили ка Кедаху у периоду од јуна до новембра користећи монсунске ветрове, а враћали би се од децембра до маја.
Током VII века превласт над мореузом преузима средњовековно Сривиџајско царство које је на врхунцу своје моћи обухватало Суматру, Јаву и Малајско полуострво. Сривиџајско царство је управљало овим подручјем пуних 700 година, а у то време Малајски мореуз је постао најважнија трговачка спона између Индије и Кине. Трговачки значај мореуза није опадао ни наредних векова, а врхунац доживљава оснивањем савременог Сингапура.

## Привредни значај
Малајски мореуз је један од најважнијих трговачких поморских праваца у свету, и важна је трговачка веза између Индије и Вијетнама са једне и Кине, Јапана и Јужне Кореје са друге стране. Просечно годишње кроз мореуз прође преко 50.000 трговачких бродова, што чини готово четвртину трговачких пловидби на свету. Главне сировине су нафта и нафтни деривати, кинеска роба широке потрошње и индонежанска кафа.
Већина нафте која се транспортује кроз мореуз долази из Персијског залива, а по подацима из 2006. кроз канал се дневно транспортовало око 15 милиона барела нафте. Међутим, како је просечна дубина мореуза свега 25 метара, велики прекоокенаски танкери дубљег газа нису у могућности да пролазе преко мореуза па користе алтернативне правце. Проблем за бродски саобраћај кроз мореуз настаје и у време шумских пожара на Суматри, пошто јужни ветрови носе дим и пепео у мореуз, што смањује видљивост на мање од 200 метара.
Филипсов канал јужно од Сингапура (ширине свега 2,5 км) сматра се уским грлом целог мореуза и пловним правцем са најгушчим саобраћајем на свету.
Један од пројеката чија изградња је у плану, а који би могао да умањи значај Малајског мореуза је такозвани Тајландски канал. Влада Тајланда већ дуже времена разматра пројекат градње пловног пута преко превлаке Кра, на југу Тајланда, којим би директно били повезани Андаманско море и Тајландски залив. Овим каналом пут између Тихог и Индијског океана био би скраћен за 960 км. Ширина превлаке на месту будућег канала је око 50 км, а максимална надморска висина до 75 метара. Такође се разматра и градња нафтовода преко превлаке што би такође смањило трошкове транспорта нафте кроз мореуз.
Владе Малезије и Индонезије разматрају заједнички план о премошћавању мореуза, чиме би мостом биле повезане западна обала Малезије и северна обала Суматре. Према пројекту то би требало да буде дводелни висећи мост са једним потпорним стубом на средини. Дужина моста требало би према пројекту да износи око 48 км, и то би била најдужа висећа конструкција на свету.

## Пиратерија у Малајском мореузу
Гусарство је од најранијих времена представљало један од највећих проблема за трговачке бродове који су пролази кроз мореуз. Бројна мања острва, увале и вегетација мангрова дуж обала одувек су представљала идеална места за заседе гусарских бродова. Пиратерија се нагло интензивирала током XVIII и 19. века, када су европске колонијалне силе интензивирале своје просуство у том делу света, а често је поред пљачкашког карактера представљала и бунт локалног становништва против колонијалних власти.
Прву организовану акцију борбе против гусарства у мореузу заједнички су спроводили Холандија и Британска источноиндијска компанија током тридесетих година 19. века.
Проблем пиратерије актуелан је и у XXI веку, па је тако према подацима Међународног поморског бироа (ИМБ) за 2004. у подручју Југоисточне Азије (које укључује и Малајски мореуз) регистровано укупно 40% свих пиратских напада на свету. Према истом извештају воде Индонезије се сматрају најопаснијим по трговачке бродове са просечно 37 пиратских напада на 6 месеци.
Зарад интензивније борбе против пиратерије, обалске страже и морнарице Индонезије, Сингапура и Малезије заједнички спроводе акције на спречавању незаконитих напада на подручју овог мореуза. У зависности од потреба у акције се укључују и морнарице Индије и Тајланда.

## Рамсарска подручја Малајског мореуза
Обале Сингапура, Тајланда, Малезије и Суматре које су окренуте Малајском мореузу обрасле су доста густом тропском вегетацијом мангрова. У биолошком смислу то су веома разноврсна подручја разноврсних мочварних екосистема, због чега се два локалитета налазе на заштићеној Рамсарској листи: Пулау Кукуп и Танџунг Пијаи.